# John Campbell (polityk z Kalifornii)
John Bayard Taylor Campbell III (ur. 19 lipca 1955 w Los Angeles) – amerykański polityk, członek Partii Republikańskiej, były członek Izby Reprezentantów Stanów Zjednoczonych.

## Działalność polityczna
Od 2000 do 2004 zasiadał w Zgromadzeniu Stanowym Kalifornii, a od 2004 do 2005 w Senacie Stanu Kalifornia. W latach 2005–2013 był przedstawicielem 48. okręgu wyborczego w stanie Kalifornia do Izby Reprezentantów Stanów Zjednoczonych, od 2013 do 2015 reprezentował 45. okręg.
Na przestrzeni dekady swojej działalności w Izbie zasiadał w takich komisjach jak Komisja Budżetowa, Komisja ds. Usług Finansowych oraz Kongresowa Komisja Gospodarcza.
W głosowaniu z dnia 13 lipca 2006 roku Campbell był jednym z 33 członków Izby Reprezentantów sprzeciwiających się odnowieniu Voting Rights Act, który zabraniał dyskryminacji wyborców ze względu na kolor skóry i de facto ostatecznie nadał w 1965 roku prawa wyborcze osobom czarnoskórym.
Pod koniec 2009 roku kilka organizacji pozarządowych zajmujących się monitorowaniem aktywności polityków zarzuciło kongresmenowi przyjęcie 170 tys. dolarów dotacji od dealerów samochodowych na rzecz jego ostatniej kampanii. Campbell w ramach rewanżu miał zaproponować poprawkę do ustawy regulującej branżę automotive, która pozwalałaby na wyłączenie sprzedawców samochodów z obowiązku stosowania się do praw ochrony konsumentów.
W grudniu 2010 roku jako jeden z 15 Republikanów głosował za zniesieniem "Don't Ask, Don't Tell", polityki amerykańskich Sił Zbrojnych zabraniającej służby osobom otwarcie homoseksualnym i biseksualnym.
Półtora roku później był jednym z dwóch, spośród ogółu 435, członków Izby Reprezentantów, którzy głosowali przeciwko tzw. STOCK Act, czyli legislacji przeciwdziałającej procedurze insider tradingu w Kongresie. Zabraniała ona wykorzystywania przez kongresmenów i innych pracowników rządowych informacji niepublicznych w celu uzyskiwania korzyści majątkowych.